# 閃光 (Aqua Timezの曲)
「閃光」（せんこう）は、Aqua Timezの7作目の配信限定シングル。2015年11月9日に配信開始。

## 概要
前作「シンガロング」以来、5か月ぶりの配信限定シングル。
2015年5月に開催されためざましLIVECOUNTRYTOURin鯖江の際に、鯖江市役所で働く人に曲作りを頼まれたことがきっかけで完成した曲である。結婚式のサプライズとして生披露され、当時の仮タイトルは「やわらぎ」だった。

## 収録曲
1. 閃光 [5:06]

| スタブアイコン | サブスタブ | この項目は、まだ閲覧者の調べものの参照としては役立たない、シングルに関連した書きかけの項目です。この項目を加筆・訂正などしてくださる協力者を求めています（P:音楽/PJ:楽曲）。 |